# Pollock (Luisiana)
Pollock é uma cidade  localizada no estado americano de Luisiana, na Paróquia de Grant.

## Demografia
Segundo o censo americano de 2000, a sua população era de 376 habitantes.
Em 2006, foi estimada uma população de 383, um aumento de 7 (1.9%).

## Geografia
De acordo com o United States Census Bureau tem uma área de
3,3 km², dos quais 3,3 km² cobertos por terra e 0,0 km² cobertos por água. Pollock localiza-se a aproximadamente 61 m acima do nível do mar.

## Localidades na vizinhança
O diagrama seguinte representa as localidades num raio de 28 km ao redor de Pollock.